# Hysterocrates apostolicus
Hysterocrates apostolicus là một loài nhện trong họ Theraphosidae.
Loài này thuộc chi Hysterocrates. Hysterocrates apostolicus được Mary Agard Pocock miêu tả năm 1900.